# Ed Chynoweth Cup

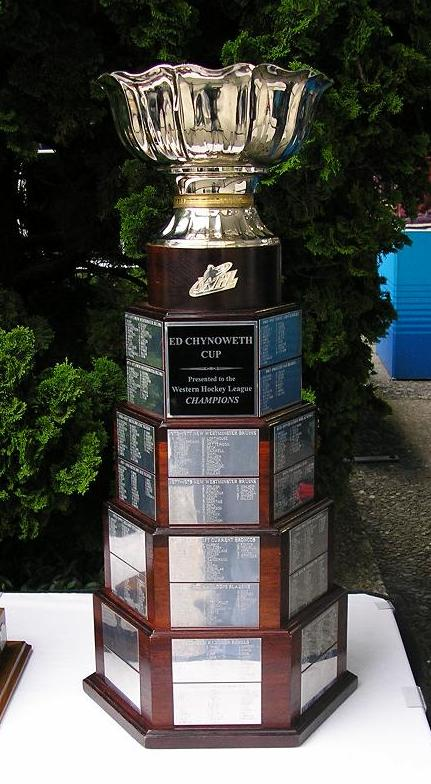
Ed Chynoweth Cup

Der Ed Chynoweth Cup ist die Meisterschaft der kanadischen Eishockey-Juniorenliga WHL, die jährlich in den zwischen den Playoff-Siegern der WHL Eastern und der WHL Western Conference ausgespielt wird. Bis 2007 hieß der Pokal, wie auch die gleichnamige Meistertrophäe in der QMJHL, President’s Cup (franz.: Coupe du Président), dann wurde er zu Ehren von Ed Chynoweth in den heutigen Namen umbenannt.
Zur Gründung der Liga wurde der Pokal 1967 zum ersten Mal ausgespielt, aktueller Titelträger sind die Seattle Thunderbirds. Der Gewinner des Ed Chynoweth Cup ist einer von vier Teilnehmern im Turnier um den CHL Memorial Cup.

## Gewinner
Teams, die anschließend auch den Memorial Cup gewannen, sind fett dargestellt.
| - 2024/25 Medicine Hat Tigers - 2023/24 Moose Jaw Warriors - 2022/23 Seattle Thunderbirds - 2021/22 Edmonton Oil Kings - 2020/21 nicht vergeben - 2019/20 nicht vergeben - 2018/19 Prince Albert Raiders - 2017/18 Swift Current Broncos - 2016/17 Seattle Thunderbirds - 2015/16 Brandon Wheat Kings - 2014/15: Kelowna Rockets - 2013/14: Edmonton Oil Kings - 2012/13: Portland Winterhawks - 2011/12: Edmonton Oil Kings - 2010/11: Kootenay Ice - 2009/10: Calgary Hitmen - 2008/09: Kelowna Rockets - 2007/08: Spokane Chiefs - 2006/07: Medicine Hat Tigers - 2005/06: Vancouver Giants - 2004/05: Kelowna Rockets - 2003/04: Medicine Hat Tigers - 2002/03: Kelowna Rockets - 2001/02: Kootenay Ice - 2000/01: Red Deer Rebels - 1999/00: Kootenay Ice - 1998/99: Calgary Hitmen - 1997/98: Portland Winter Hawks - 1996/97: Lethbridge Hurricanes - 1995/96: Brandon Wheat Kings | - 1994/95: Kamloops Blazers - 1993/94: Kamloops Blazers - 1992/93: Swift Current Broncos - 1991/92: Kamloops Blazers - 1990/91: Spokane Chiefs - 1989/90: Kamloops Blazers - 1988/89: Swift Current Broncos - 1987/88: Medicine Hat Tigers - 1986/87: Medicine Hat Tigers - 1985/86: Kamloops Blazers - 1984/85: Prince Albert Raiders - 1983/84: Kamloops Junior Oilers - 1982/83: Lethbridge Broncos - 1981/82: Portland Winter Hawks - 1980/81: Victoria Cougars - 1979/80: Regina Pats - 1978/79: Brandon Wheat Kings - 1977/78: New Westminster Bruins - 1976/77: New Westminster Bruins - 1975/76: New Westminster Bruins - 1974/75: New Westminster Bruins - 1973/74: Regina Pats - 1972/73: Medicine Hat Tigers - 1971/72: Edmonton Oil Kings - 1970/71: Edmonton Oil Kings - 1969/70: Flin Flon Bombers - 1968/69: Flin Flon Bombers - 1967/68: Estevan Bruins - 1966/67: Moose Jaw Canucks |